# Micrathetis dacula
Micrathetis dacula là một loài bướm đêm trong họ Noctuidae.